# Wingsuit
Wingsuit letenje je novejši letalski šport, pri katerem se uporablja  "Wingsuit" obleko - krilobleka - letalna obleka za povečanje vzgona in s tem preletene razdalje. Obleki se doda tkanino med nogami in pod rokami in tako se poveča površino za bolj efektivno letenje. Prve moderne Wingusite so razvili v 1990ih, kdaj se uporablja tudi ang. ime birdman suit ali pa bat suit, ptičja oziroma netopirjeva obleka. 
Wingsuite letenje ima nizko jadralno število samo okrog 2,5, kar pomeni, da na enoto izgubljene višine se preleti samo 2,5 metra naprej. Po navadi letijo s temi oblekami padalci, ki skačejo iz letala  ali BASE skakalci z manjših višin. Slednji je precej bolj nevaren.  Wingsuit letenje se konča z odprtjem padala.